# Myobiidae
Myobiidae (лат.) (миобии) — семейство акариформных клещей (Prostigmata) из отряда Trombidiformes. Облигатные эктопаразиты млекопитающих. Более 450 видов.

## Описание
Мелкие клещи вытянутой или широкой формы, длина тела менее 1 мм. Гнатосома (головной отдел) конусовидной формы, маленькая. Щупальца состоят из 3 сегментов. Хелицеры стилетовидные, длинные и тонкие. Паразитируют на сумчатых и плацентарных млекопитающих (из 9 отрядов), включая рукокрылых, насекомоядных, грызунов (мышиных, хомяковых и других). Питаются кровью, клеточным соком, лимфой. Самки откладывают яйца овальной формы, которые приклеивают в волосам хозяина. Могут повреждать кожные покровы, вызывая «мышиную миобиидную чесотку».

## Систематика
Более 450 видов и подвидов из примерно 50 родов и подродов. Для России указано не менее 19 видов. Разные авторы по-разному трактуют систематическое положение семейства и, либо включают его в состав надсемейства Cheyletoidea (Дубинин, 1957; Kethley, 1970; Gitjsen, 1990), либо рассматривают его в качестве отдельного надсемейства Myobioidea сестринского Cheyletoidea (Волгин, 1966, 1969; Вайнштейн, 1965, 1978).
- Acanthophthirius Perkins, 1925
- Acrobatobia Fain & Lukoschus, 1976
- Amorphacarus Ewing, 1938
- Anuncomyobia Fain, 1972
- Australomyobia Fain, 1973
- Binunculoides Fain, 1972
- Binuncus Radford, 1954
- Blarinobia Jameson, 1955
- Chimarrogalobia K. Uchikawa, 1986
- Crocidurobia Jameson, 1970
- Cryptomyobia Radford, 1954
- Eadiea Jameson, 1949
- Eudusbabekia E. W. Jameson, 1971
- Eutalpacarus Jameson, 1949
- Ewingana Radford, 1952
- Foliomyobia Radford, 1948
- Furipterobia K. Uchikawa, 1988
- Gundimyobia Fain & Lukoschus, 1976
- Gymnomyobia Fain & Lukoschus, 1976
- Hipposiderobia Dusbábek, 1968
- Idiurobia Fain, 1973
- Ioannela Dusbábek & Lukoschus, 1973
- Limnogalobia Fain & Lukoschus, 1976
- Madamyobia Fain & Lukoschus, 1975
- Metabinuncus Fain, 1972
- Microgalobia Fain, 1972
- Myobia von Heyden, 1826
- Mystacobia Fain, 1972
- Myzopodobia K. Uchikawa, 1988k
- Natalimyobia K. Uchikawa, 1988
- Nectogalobia A. Fain & Lukoschus, 1976
- Neomyobia Radford, 1948
- Nycterimyobia Fain, 1972
- Oryzorictobia Fain & Lukoschus, 1976
- Phyllostomyobia Fain, 1973
- Placomyobia Jameson, 1970
- Proradfordia Lukoschus, Dusbábek & Jameson, 1973
- Protomyobia Ewing, 1938
- Pteracarus Jameson & Chow, 1952
- Pteropimyobia Fain, 1973
- Radfordia Ewing, 1938[6][7]
- Schizomyobia Fain, 1972
- Thyromyobia Fain, 1976
- Ugandobia Dusbábek, 1968
- Xenomyobia Fain & Lukoschus, 1977